# 江苏省戏剧学校
江苏省戏剧学校，是中国江苏省南京市的一所艺术类省级重点中等专业学校。学校前身系1956年创办的江苏省戏曲训练班，1958年成立江苏省戏曲学校，1959年升格为江苏戏曲学院，1962年复改为江苏省戏曲学校。1977年恢复江苏省戏剧学校建制。2003年江苏省文化学校与江苏省戏剧学校合并，成立新的江苏省戏剧学校。主要专业有京剧表演、昆曲表演、锡剧表演、越剧表演、扬剧表演、中国舞蹈、戏曲音乐、影视表演、音乐教育、美术教育、舞台美术、实用美术、室内设计、群众文化和音乐等15个专业。2003年11月，江苏省文化学校与江苏省戏剧学校合并。

## 校园
现有长白街、百水桥、天目湖（常州市)三个校区。江苏省戏剧学校在溧阳市设有分校。

## 知名校友
- 侯勇
- 海清
- 王劲松
- 石小梅